# Balestrate
Balestrate (Sicciara in siciliano) è un comune italiano di 6 338 abitanti della città metropolitana di Palermo in Sicilia.
Fa parte dei comuni che si affacciano sul golfo di Castellammare.

## Geografia fisica

### Territorio
È situata al centro del golfo di Castellammare, al confine con la provincia di Trapani, nella valle del fiume Cataldo, ai piedi del monte Ferricini.
Si trova in vicinanza dei comuni di Trappeto, Partinico e Alcamo, in posizione equidistante (circa 50 km) dai capoluoghi Palermo e Trapani.

### Clima
Il clima a Balestrate è caldo e temperato, con inverni più piovosi rispetto al periodo estivo.
La temperatura media annuale è di 18,4 °C, essendo agosto il mese con temperature più alte (26,1 °C) e gennaio il mese con temperature più basse (12,3 °C).
La piovosità media annuale è di 559 mm. In particolare le piogge sono più scarse nel mese di luglio e più abbondanti nei mesi di ottobre, novembre e dicembre.
| [ 6 ]               | Mesi | Mesi | Mesi | Mesi | Mesi | Mesi | Mesi | Mesi | Mesi | Mesi | Mesi | Mesi | Stagioni | Stagioni | Stagioni | Stagioni | Anno |
| [ 6 ]               | Gen  | Feb  | Mar  | Apr  | Mag  | Giu  | Lug  | Ago  | Set  | Ott  | Nov  | Dic  | Inv      | Pri      | Est      | Aut      | Anno |
| ------------------- | ---- | ---- | ---- | ---- | ---- | ---- | ---- | ---- | ---- | ---- | ---- | ---- | -------- | -------- | -------- | -------- | ---- |
| T. max. media (°C)  | 15,0 | 15,2 | 16,5 | 19,2 | 22,6 | 26,0 | 29,0 | 29,4 | 27,1 | 23,3 | 19,6 | 16,3 | 15,5     | 19,4     | 28,1     | 23,3     | 21,6 |
| T. min. media (°C)  | 9,6  | 9,6  | 10,4 | 12,2 | 15,3 | 19,1 | 22,1 | 22,8 | 20,8 | 17,2 | 13,8 | 11,0 | 10,1     | 12,6     | 21,3     | 17,3     | 15,3 |
| Precipitazioni (mm) | 71   | 61   | 53   | 45   | 19   | 9    | 3    | 13   | 38   | 82   | 83   | 82   | 214      | 117      | 25       | 203      | 559  |

- Classificazione climatica: zona B, 650 GR/G[7]
- Classificazione dei climi di Köppen: CSa[6]

## Storia
I primi insediamenti antropici risalgono al periodo in cui in Sicilia dominano i bizantini, che attorno ad un torrione (denominato nei documenti Calatacupuni), inserito tra le torri di difesa del territorio del Golfo di Castellammare e della Sicilia occidentale, vanno costruendo un piccolo borgo marinaro. Nel periodo arabo, nel IX secolo, il piccolo borgo si espande. Gli arabi, trasformano la parecchiata bizantina e costruiscono un sistema di irrigazioni alimentato da una sorgente da dove adducevano l’acqua tramite una sìqayah, una senia, attraverso la quale irrigano gli orti.
Il paesaggio marino e della costa si presentava con immense dune di sabbia che circondavano i tre promontori su cui il borgo si andava espandendo. Ai piedi dei promontori i caricatori rendevano il commercio florido, che spesso veniva esercitato contrabbandando le merci per aggirare l'imposizione dei dazi e delle esose tasse messe dai governatori dell'Isola. Esteso per circa 10 km verso sud, un grande bosco costituito prevalentemente da querce proteggeva il piccolo borgo marinaro e offriva la possibilità di esercitare la pastorizia oltre a ricavare legna e tanti altri materiali. Le case di quel tempo erano delle capanne costruite con la legna e le canne, che abbondano nei luoghi.
Nell'alto e basso medioevo, oltre alla torre di difesa e il caricatore, altro luogo strategico è la foce del fiume Iato (Batis), segnato in tutte le carte nautiche fin dal periodo greco, perché offriva la possibilità alle flotte di navi militari di rifornirsi in breve tempo di acqua potabile.
Calatacupuni rimane un caricatore marittimo attivo anche durante il periodo arabo-normanno poi a partire dal 1290 fino al 1400, durante le guerre tra angioini ed aragonesi, cade in decadenza e anche il borgo si spopola. Gli abitanti si rifugiano nel vicino bosco che è luogo inaccessibile alle scorribande militari, che al loro passaggio tutto distruggono. Rimangono solo Calatacupuni e la Secchiaria (che più avanti nel tempo diventerà Sicciara) come toponimi per indicare i luoghi del borgo marinaro.
Superato il periodo normanno, bisogna aspettare il 1307 per trovare una nuova denominazione dei territori "le balestrate’'", precisamente nel decreto di istituzione dell'abbazia di Altofonte, Privilegio voluto dal re Federico II d'Aragona, con il quale assegna ai cistercensi anche la foresta di Partinico, riservando per se le terre demarcate per Jactum Balistae.
Nel 1456 la denominazione Balestrate venne usata in senso stretto da Alfonso il Magnanimo in un documento che attesta la donazione del territorio tra i torrenti San Cataldo e Calatubo al camerlengo Nicolò de Leofante, anche se nei documenti notarili si fa riferimento ai due nomi con cui si chiamava in quel tempo il borgo: Sicciara seu Calatacupuni. Dei toponimi di "Sicchiaria" o "Secchiaria", che gli spagnoli pronunciano senza la "h", e di “Calatacuponi", rimangono tracce nelle carte nautiche o nei documenti notarili del XVII secolo.
Nel 1517 fu autorizzata da Carlo V a favore di Giacomo Fardella principe di Trapani la costruzione della tonnara. Ma la tonnara di Sìcchiara prese avvio nel 1599 dopo che Fardella e Bologna risolsero un lungo contenzioso per poi rimanere attiva per meno di due secoli.
Oltre a rendere produttivi i territori per ottenere più ricavi con le tasse, attraverso le enfiteusi e le concessioni demaniali, nel XVI secolo il Senato palermitano è impegnato ad assicurare alla Capitale dell'Isola e ai centri costieri ad essa vicini, un sistema di guardia a difesa del litorale. Dell'antico torrione di Calatacupone si occupano due ingegneri spagnoli che pensano di riattivarlo. Tanto Spannocchi nel 1578 che Camilliani nel 1583, propongono di costruire una nuova torre. Ma sarà la tonnara a diventare motivo dell'espansione ulteriore dell'abitato.
Nel 1678 Giacomo Santoro ricostruisce la fattoria leofantina (nei pressi dell'attuale piazzetta Sant’Anna, oggi San Pietro) per fornire una dimora ai contadini che lavoravano nelle terre vicine.
A fine seicento venne costruita la chiesetta di Sant’Anna (1681), che venne riconosciuta dal Vescovo Papé nel 1744, divenne parrocchia nel 1800. Nel settecento la Sicciara rientra sotto la giurisdizione del vescovo di Mazara del Vallo. In loco la produzione agricola si incrementa e nasce l’interesse negli inglesi a commerciare i prodotti vitivinicoli delle terre delle Balestrate. Si vengono ad erigere le prime case fatte con le pietre della tonnara e della torre.

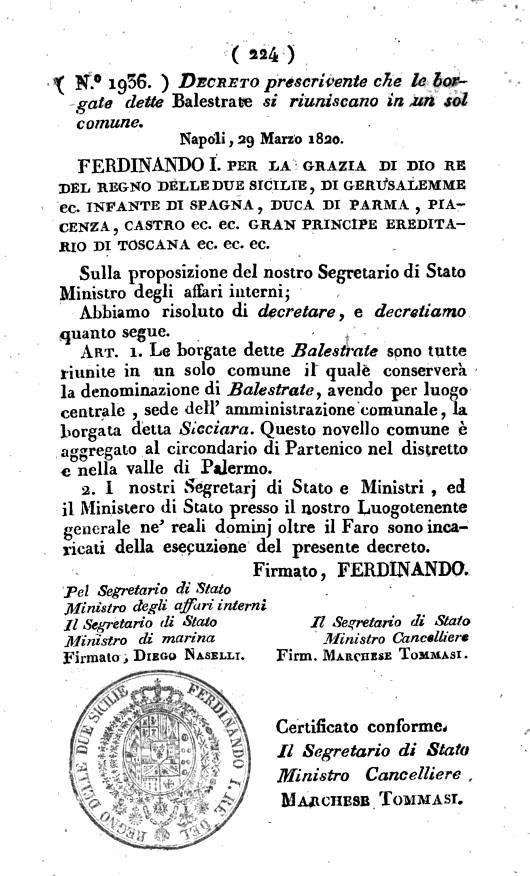
Regio decreto per l'istituzione del comune di Balestrate (29 marzo 1820)

Il 29 marzo 1820, per volere del re Ferdinando di Borbone, fu istituito il comune di Balestrate, che comprendeva le borgate di Sicciara e Trappeto. Nello stemma del comune vi sono i richiami ai nomi Balestrate e Sicciara (al suo interno una seppia e una balestra. È molto probabile che, nel Settecento, i nuovi abitanti dei luoghi abbiano associato il nome Sícchiaria al presenza abbondante nel litorale di seppie di cui sono però pescosi tutti i litorali della Sicilia.
Nel periodo che va dal 1835 al 1840, nel territorio di Balestrate sorsero stabilimenti enologici dei Woodhouse, degli Ingham e dei Florio, che sono classificati come edifici di archeologia industriale. In particolare venivano prodotte uve a bacca rossa denominate "perricone", il cui mosto veniva trasportato in botti di legno fino alla città di Marsala, per la produzione dell'omonimo vino Marsala.
Nel 1860 Giuseppe Garibaldi pernottò a Balestrate nella casa del sindaco di quel tempo, dove è visibile una lapide commemorativa dell'evento.

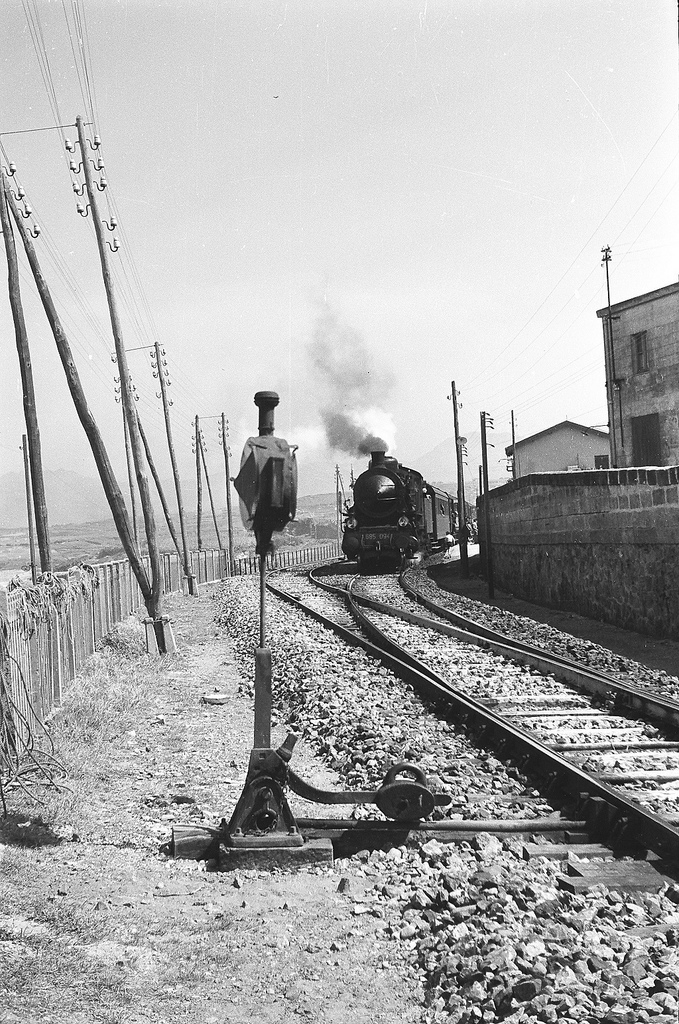
Treno nei pressi della stazione ferroviaria di Balestrate (anni '50).

A partire dal 1881 diventò operativa una linea ferroviaria che passa attraverso il territorio di Balestrate, crocevia di un intenso scambio commerciale del vino prodotto dai balestratesi. Balestrate si espande fino ad arrivare ad una popolazione di 5 000 anime.
Durante il ventesimo secolo Balestrate continua ad espandersi ma è a partire dal 1970 che subisce, con una violenza inaudita, l’abuso edilizio da parte di tutta la comunità e di coloro che a Balestrate vogliono villeggiare in estate. Il fenomeno dell’abuso edilizio cambia tutte le previsioni urbanistiche. Nel 1994, il comune avvia l'iter per l'approvazione di una Piano regolatore ma ancora oggi questo strumento non è stato approvato. Nel 2002 è stato ultimato un porto allo scopo di rilanciare il settore turistico della zona.

### Simboli
Lo stemma di Balestrate si presenta come uno scudo troncato: il primo d'argento, a quattro bande di rosso, alla balestra armata di nero, posta in banda, attraversante; il secondo di azzurro, alla seppia d'oro. Il gonfalone è un drappo di rosso.

## Monumenti e luoghi d'interesse

### Architetture civili
Tra il XVIII e XIX secolo furono costruiti a Balestrate molti palazzi e dimore di particolare interesse storico e artistico, appartenuti alle famiglie Barretta, Bommarito, Chimenti, Clemente, Evola-Velez, Farina-Viviano, Finazzo, Garofalo, Giordano, Petruso, Morici, Rizzo, Rocca, Taormina, Tuzzo e Valenti.
A questi si aggiungono diversi edifici industriali storici, tra cui:
- Palazzo Santoro, Via Repubblica 57 (anno di costruzione 1681, si suppone sia la prima costruzione di Balestrate, come dimostrano anche diverse fonti tra cui quella dello storico e Preside Domenico Tuzzo[senza fonte])
- Lo stabilimento enologico Ingham (prima metà del XIX secolo)
- Lo stabilimento enologico Florio (prima metà del XIX secolo)
- Lo stabilimento enologico Woodhouse (seconda metà del XIX secolo)
- Lo stabilimento Enolio (prima metà del XX secolo)
- La sede della "Delegazione della marina mercantile" (prima metà del XX secolo, trasformata in abitazione civile)
- Le due distillerie del complesso enologico Vitrano-Pampinella (prima metà del XX secolo)
- Magazzini del XIX secolo.

Sono inoltre da ricordare le scuole elementari "Principe di Napoli", della prima metà del XX secolo.

### Architetture religiose

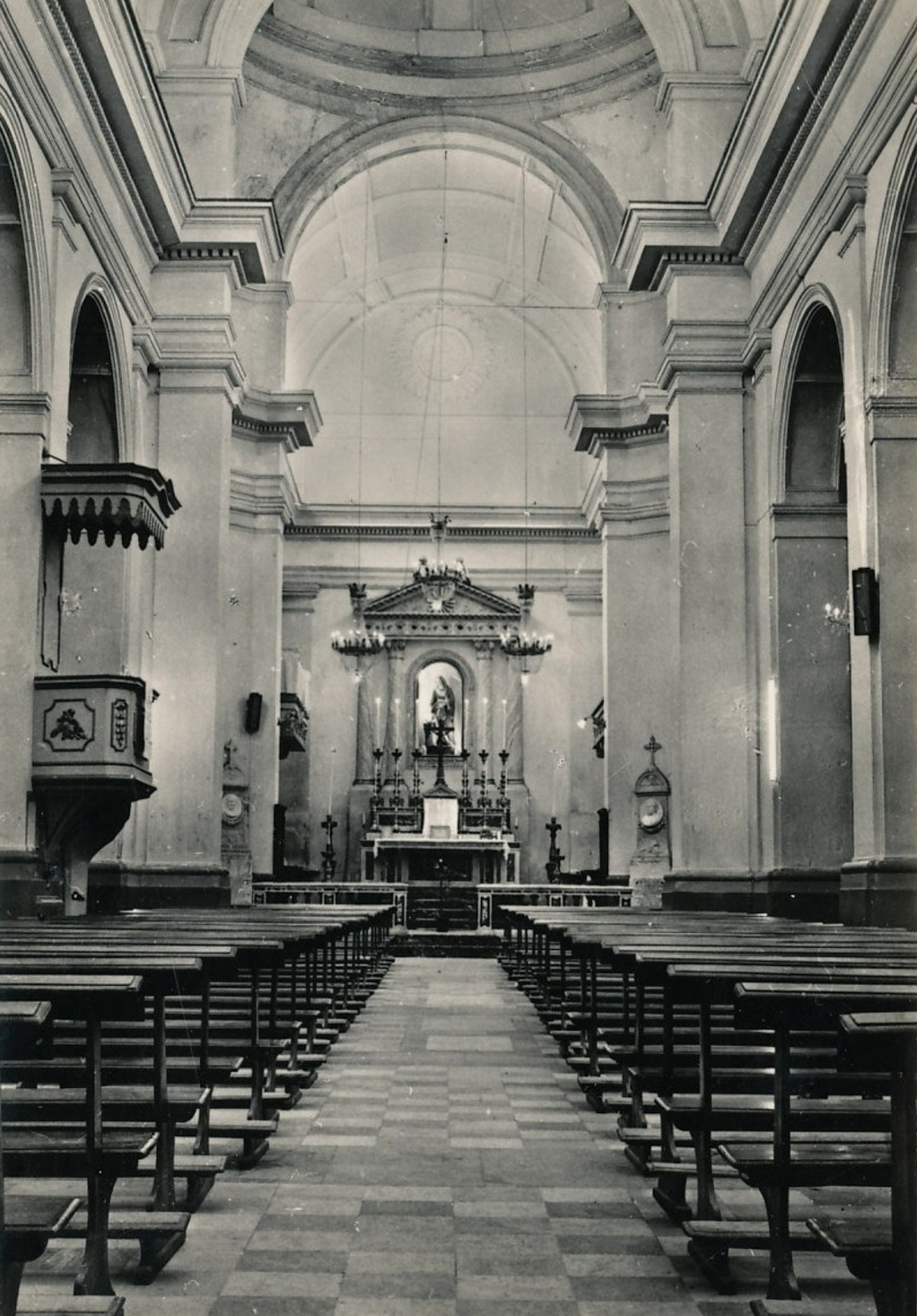
Interno della chiesa madre in una cartolina d'epoca

Le architetture religiose a Balestrate comprendono:
- La chiesa di Sant'Anna: è la chiesa madre di Balestrate.[22] Venne edificata tra il 1842 e il 1850.[22] La sua facciata neoclassica, ornata da due campanili,[22] domina la piazza principale del comune (piazza Rettore Filippo Evola).[18] All'interno presenta tre navate, disposte su una pianta romanica.[22] Fu oggetto di restauri negli anni '40 e '70.[22]
- La chiesa di San Pietro
- La cappella dell'Immacolata di Lourdes

### Architetture militari
Nel territorio di Balestrate sono presenti i ruderi di un antico castello, chiamato castello di Calatacupuni, che fu edificato probabilmente dai bizantini. di cui rimangono tracce nelle carte fino al 1781
Esisteva inoltre una torre di guardia (detta "torre della Sicciara"), i cui ruderi probabilmente erano visibili fino al 1920.

### Aree naturali
La maggiore attrazione di Balestrate è il suo mare smeraldo e la sua spiaggia dorata, che si affaccia sul Golfo di Castellammare, gradita ai visitatori per le sue acque, chiare, basse e calde, ideali per le famiglie. include al suo interno la cosiddetta "spiaggia dei pescatori", di particolare interesse geologico per la presenza di una falesia con fossili di Pecten. Nel litorale ovest vi sono diverse baie e cale. Partendo dal porto verso ovest: la cala di Sicciara detta anche dello scalo vecchio, baia delle Grotte, la Cala del Drago prospiciente la foce del torrente Lupo; la cala dei Petrazzi, la baia dei Fenici in prossimità della foce del torrente Calatubo e Baia Gaia al confine con Alcamo Marina. Nel litorale est vi si trovano andando dal porto verso est: cala Paliscarmi; baia dello Iato detta anche baia foce. La cala del Porto invece è l’antica cala del Capone (che deriva probabilmente da punta Calatacupuni che era ubicata dove oggi insiste villa Europa).
Inoltre in prossimità della spiaggia, in direzione Alcamo Marina, sorge un sito di interesse comunitario costituito da più di 50 ettari di boscaglia pini marini, eucaliptus e tamerici.

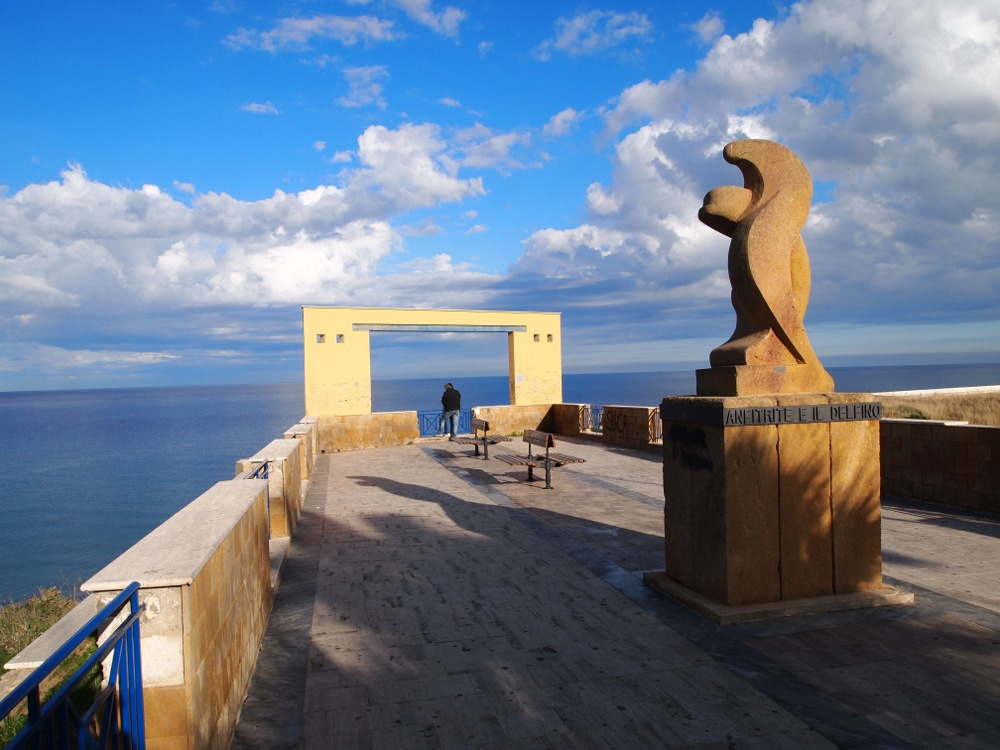
Belvedere di Balestrate
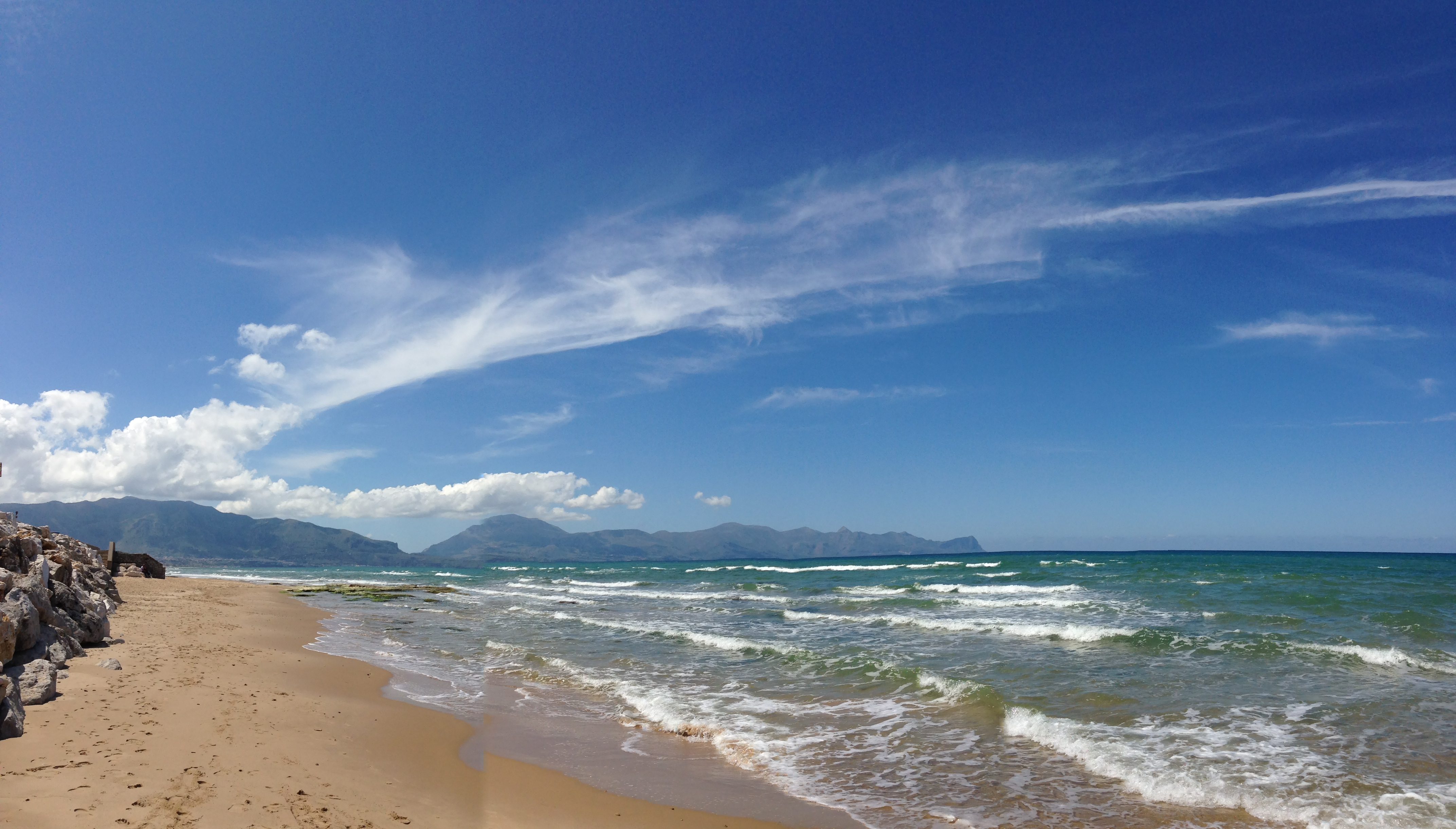
Veduta della spiaggia ovest di Balestrate. Sullo sfondo Castellammare del Golfo.

## Società

### Evoluzione demografica
Abitanti censiti

### Tradizioni e folclore
Le festività religiose che si svolgono a Balestrate includono:
- Carnevale: con il tradizionale "ballo dei pastori" nel cosiddetto jornu di lu picuraru ("giorno del pecoraio");[26]
- 18-19 marzo: festa di San Giuseppe, durante la quale vengono preparati degli altari,[28] segnalati da falò accessi agli incroci delle vie;[26]
- 29 giugno: festa di San Pietro e del Mare, con la tradizionale sagra del pesce[28] e la processione del santo su un'imbarcazione chiamata "vara";[26]
- 15 settembre: festa della Patrona Maria Addolorata, con la processione per le vie del paese e la santa messa presso la cappella situata all'entrata del paese lato ovest;[28]
- 8 dicembre: festa dell'Immacolata Concezione.[28]

## Economia
L'economia del territorio di Balestrate si fonda principalmente sulla produzione e lavorazione enologica e sulle attività cerealicole, alle quali si aggiungono altre attività di agricoltura (in particolare coltivazione di ulivi e agrumi), pesca e turismo data la vicinanza al mare.

## Infrastrutture e trasporti
Balestrate è collegata alla SS 187, all'autostrada A29 Palermo-Mazara del Vallo e alla linea ferroviaria Palermo-Trapani.

## Amministrazione
Di seguito è presentata una tabella relativa alle amministrazioni che si sono succedute in questo comune.
| Periodo          | Periodo           | Primo cittadino       | Partito              | Carica  | Note   |
| ---------------- | ----------------- | --------------------- | -------------------- | ------- | ------ |
| 30 giugno 1988   | 16 settembre 1989 | Paolo Valenti         | Democrazia Cristiana | Sindaco | [ 30 ] |
| 10 novembre 1989 | 27 febbraio 1991  | Gino D'Anna           | Democrazia Cristiana | Sindaco | [ 30 ] |
| 2 marzo 1991     | 20 agosto 1992    | Salvatore Campo       | Democrazia Cristiana | Sindaco | [ 30 ] |
| 20 agosto 1992   | 7 giugno 1993     | Sebastiano Orlando    | Democrazia Cristiana | Sindaco | [ 30 ] |
| 7 giugno 1993    | 21 gennaio 1994   | Salvatore Vescovo     | lista civica         | Sindaco | [ 30 ] |
| 27 giugno 1994   | 1º dicembre 1997  | Girolamo Di Benedetto | lista civica         | Sindaco | [ 30 ] |
| 1º dicembre 1997 | 28 maggio 2002    | Raffaele Tuzzo        | lista civica         | Sindaco | [ 30 ] |
| 28 maggio 2002   | 15 maggio 2007    | Salvatore Bonaviri    | insieme              | Sindaco | [ 30 ] |
| 15 maggio 2007   | 8 maggio 2012     | Tonino Palazzolo      | lista civica         | Sindaco | [ 30 ] |
| 8 maggio 2012    | 13 giugno 2017    | Salvatore Milazzo     | lista civica         | Sindaco | [ 30 ] |
| 13 giugno 2017   | in carica         | Vito Rizzo            | lista civica         | Sindaco | [ 30 ] |